# Automeris immodicus
Automeris immodicus é uma espécie de mariposa do gênero Automeris, da família Saturniidae.